# Gisela Rink
Gisela Rink (* 31. Dezember 1951 in Völklingen) ist eine deutsche Politikerin der CDU und war von 1994 bis 2017 Mitglied des saarländischen Landtages.

## Ausbildung und Beruf
Rink besuchte bis 1967 die Volksschule Fürstenhausen, die Realschule Völklingen und die Fachoberschule. Von 1968 bis 1971 absolvierte sie erfolgreich die staatliche Fachschule für Sozialpädagogik. Im Anschluss an das Examen war sie von 1971 bis 1994 als Leiterin des Kinderhortes St. Josef in Saarbrücken-Malstatt tätig.

## Familie
Rink ist verheiratet und hat einen Sohn.

## Parteikarriere, Ämter und Mandate
Rink ist seit 1974 Mitglied der CDU und seit 1993 Vorsitzende des CDU-Ortsverbandes Völklingen-Fürstenhausen. Von 1999 bis 2005 war sie stellvertretende Stadtverbandsvorsitzende und seit 2005 ist sie Stadtverbandsvorsitzende in Völklingen.
Seit 1994 ist sie stellvertretende Kreisvorsitzende der CDU Saarbrücken-Land, Mitglied im Stadtrat Völklingen.
Von 1994 bis 2017 war Rink Mitglied im saarländischen Landtag. Dort saß sie dem Ausschuss für Bildung, Kultur und Wissenschaft vor und war Mitglied in den Ausschüssen für Justiz, Verfassungs- und Rechtsfragen, für Wahlprüfung und für Gesundheit und Soziales.
Seit Januar 2020 ist sie auch Vorsitzende des SR-Rundfunkrats.